# Recordatorio (proyecto musical)
Recordatorio es un proyecto musical de folk rock del cantautor venezolano Armando Añez.
Después de la separación de su banda Americania en 2014, Añez emprendió su proyecto solista, Recordatorio, publicando su álbum debut Lógica resbalosa en 2015, coproducido con Heberto Añez (TLX y Sr. Presidente), y promocionándolo con una gira nacional. En 2019 publicó el sencillo «Abandonar el país».
Su segunda producción, Tomas verdes, fue publicada en 2022, y presentada en la Sala Clamores de Madrid, España, en un concierto junto a José Ignacio Benítez (Domingo en llamas), donde Americania se reunió por primera vez tras su separación, para interpretar una canción de la banda.

## Discografía
- Lógica resbalosa (2015)
- Tomas verdes (2022)